# Norawan (Sjunik)
Norawan – wieś w Armenii, w prowincji Sjunik. W 2011 roku liczyła 485 mieszkańców.